# Nescafé
 (septembre 2016).
Si vous disposez d'ouvrages ou d'articles de référence ou si vous connaissez des sites web de qualité traitant du thème abordé ici, merci de compléter l'article en donnant les références utiles à sa vérifiabilité et en les liant à la section « Notes et références ».
Nescafé est une marque de café instantané commercialisée par l'entreprise suisse Nestlé.

## Origine du nom
La marque est un mot-valise constitué à partir de Nestlé et de café.

## Histoire

### Naissance du café instantané
Dans les années 1930, l'Office brésilien du café cherche à écouler ses stocks de grains de café brut. Il demande à Nestlé de développer des « cubes de café » qui par simple adjonction d'eau chaude devrait permettre d'avoir instantanément un café. 
En Suisse, une équipe est créée avec Paul Dutoit et le chimiste Max Morgenthaler (1901-1980). Les premiers essais ne sont pas concluants et la direction générale demande de les cesser. Mais Max Morgenthaler poursuit ses recherches dans sa maison. Il trouve enfin la formule : le grain est torréfié, moulu et passé dans de grosses cafetières, puis déshydraté. On ajoute ensuite des hydrates de carbone sans goût pour faciliter le séchage.
Le 1er avril 1938, le « Nescafé » est formulé : ce sera de la poudre et non des cubes. Il est fabriqué à Orbe. Cette même année, la société Nescafé est fondée. 

### Débuts du café Nescafé
Pendant la Seconde Guerre mondiale, Nescafé se trouve dans toutes les rations des soldats américains. En 1944 après le débarquement des Alliés, de nombreux GIs distribuent du café Nescafé aux habitants des villes françaises libérées. À la fin de la guerre, le café Nescafé est disponible à la vente.
En 1952 Nescafé devient issu à 100 % de grains de café torréfiés sans additif. 
Dans les années 1960, Nescafé adopte les arômes et la lyophilisation. En 1967 Nescafé introduit les granulés, avec Spécial Filtre.

## Procédé de fabrication
Le café Nescafé se présente sous la forme de granulé (le café Nescafé Spécial Filtre par exemple) ou bien de poudre (le café Nescafé Sélection par exemple). Ces deux formes proviennent de deux procédés différents, chacune ayant ses particularités en matière d’arômes et en taux de caféine.
Si le principe de fabrication de Nescafé est simple, le choix des mélanges, le degré de torréfaction et la présentation sont plus complexes.
La torréfaction est une étape importante car le degré de rôtissage influence le produit final. La torréfaction, qui libère plus de 700 principes aromatiques déterminant le goût du café, l'amène au-delà de 200° en 6 à 12 minutes, selon le degré souhaité.
Puis le café torréfié est moulu. L'eau est versée sur la mouture dans un percolateur géant. Ce café, très concentré, est immédiatement refroidi puis déshydraté.
Le concentré de café liquide nécessaire à la préparation de la poudre soluble est séché au moyen de deux procédés. Dans le séchage par atomisation, l'extrait de café est pulvérisé en fines gouttelettes (« atomisé ») au sommet d'une haute tour dans un courant d'air très chaud. L'eau s'évapore et de fines particules de café déshydraté tombent et sont récupérées au bas de la tour.
Le séchage par lyophilisation fait appel au froid et au vide. Le concentré de café est tout d'abord congelé, puis mis dans une chambre sous vide ; sous l'effet du vide et de la chaleur, les cristaux de glace se transforment directement en vapeur sans passer par l'état liquide, laissant de fines paillettes dorées dont l'aspect rappelle celui du café moulu.

## Mention bibliographique
- Jack Kerouac (trad. Pierre Guglielmina), Anges de la désolation [« Desolation Angels »], Paris, Denoël, 6 juin 1998, 522 p. (ISBN 978-2-207-24532-3, BNF 37039906)Seconde traduction, complète, sous un nouveau titre. La couverture comporte la mention « roman inédit », qui fait allusion au fait que la première traduction se limitait à la seule seconde partie du roman, Passing Through, la première partie étant restée inédite en français jusqu'en 1998.